# Psychotria venulosa
Psychotria venulosa är en måreväxtart som beskrevs av Johannes Müller Argoviensis. Psychotria venulosa ingår i släktet Psychotria och familjen måreväxter. Inga underarter finns listade i Catalogue of Life.